# 帕諾拉 (克倫肖縣)
帕諾拉（英語：Panola）是一個位於美國阿拉巴馬州克倫肖縣的非建制地區。該地的面積和人口皆未知。

## 地理
帕諾拉的座標為31°58′18″N 86°23′20″W / 31.97166°N 86.38888°W，而該地最高點為海拔高度187米（即614英尺）。